# 仲小路彰
仲小路 彰（なかしょうじ あきら、1901年2月26日 - 1984年9月1日）は、日本の思想家、哲学者（歴史哲学）。

## 来歴
仲小路廉の二男として、東京市赤坂区氷川町に生まれる。1906年、麻布区広尾町に移る。東京府立四中を経て、夏目漱石に憧れ五高へ入学。五高時代は、学業成績ではほぼ仲小路が一番、佐藤栄作が二番という順であった。その他に、池田勇人や浜口巌根らがいた。佐藤についてはのちの総理時代に私的なシンクタンクの役割を果たしていたとされている。1921年、東京帝国大学文学部哲学科へ入学。翌1922年の処女作『沙漠の光』はマホメットの生涯を描いた長編戯曲であり、当時ベストセラーとなる。1924年、東大哲学科を卒業。この頃、父の廉が急逝した。体が弱かったため就職せず、父親の財産で学究生活に入る。
1930年、小島威彦らと科学アカデミアを創立。同人に、佐々弘雄・三枝博音・飯島正・冨澤有爲男・唐木順三・渡辺一夫・服部之総らがいた。同年、伊藤吉之助編『岩波哲学小辞典』の執筆にも関わった。1940年、小島とともにスメラ学塾を開校。塾頭に末次信正海軍大将が就いた。のちのミッドウェー海戦前には、西進及び大東亜戦争の短期終結を軍上層部に訴え、終戦後、グローバリズムの探求にあたった。
思想系譜では新カント派に属する。大正末期から昭和にかけてのロマン主義運動（のち日本浪曼派）の時代空気のなか、大川周明と共に、戦前日本の国粋主義者と規定され、その中心的存在の一人であったとされている。哲学的には、ヘーゲル的な観念弁証法体系（テーゼ）があり、このアンチテーゼとして唯物弁証法が位置づけられて歴史的には同じくマルクス主義が該当する。これら一つだけでは不完全であり、この二つの矛盾・闘争を止揚するものとしてジンテーゼがあり、このジンテーゼで弁証法的発展が完結するが、このジンテーゼにある文明原理を一貫して探求。ヘーゲル流にいえば、“世界精神”を実現することであるが、普遍的価値を基礎とすることが文明的必然であることを示した。

## 人物
五高で同窓だった佐藤栄作は、首相在任時に再会した仲小路について「独身主義者。一寸変ってるがすっかり白髪。今も尚変りもの」と『佐藤栄作日記』1969年5月4日に記している。

## 著書

### 復刻版
- 太平洋侵略史〈1〉（2010年8月、国書刊行会）ISBN 978-4336052421
- 太平洋侵略史〈2〉（2010年8月、国書刊行会）ISBN 978-4336052438
- 太平洋侵略史〈3〉（2010年8月、国書刊行会）ISBN 978-4336052445
- 太平洋侵略史〈4〉（2010年8月、国書刊行会）ISBN 978-4336052452
- 太平洋侵略史〈5〉（2010年8月、国書刊行会）ISBN 978-4336052469
- 太平洋侵略史〈6〉（2010年8月、国書刊行会、解説西尾幹二）ISBN 978-4336052476
- 未来学原論―21世紀の地球との対話（2010年10月、国書刊行会）ISBN 978-4336053176
- 世界戦争論（2011年6月、国書刊行会）ISBN 978-4336053367
- 第二次大戦前夜史 一九三六（2011年6月、国書刊行会）ISBN 978-4336053435
- 第二次大戦前夜史 一九三七（2011年6月、国書刊行会）ISBN 978-4336053442
- 南洋白人搾取史（2015年11月、国書刊行会）ISBN 978-4336059871
- 人類政治闘争史（2015年11月、国書刊行会）ISBN 978-4336059864
- 太平洋防衛史（2015年11月、国書刊行会）ISBN 978-4336059857
- 日本防衛論　第三次世界大戦をいかに克服するか（2022年8月、国書刊行会）ISBN 978-4336073235
- 世界戦略論　世界破壊戦争をいかに防衛するか[7]（2022年8月、国書刊行会）ISBN 978-4336073242

### 原著
- 図説世界史話大成〈第1-9巻〉（1937年、高志書房）
- 図説世界史話大成〈第10巻〉（1941年、高志書房）
- 世界興廃大戦史〈東洋戦史 第2-3,11巻〉（1939年、戦争文化研究所）
- 世界興廃大戦史〈東洋戦史 第22巻〉南洋民族侵略戦（1941年、戦争文化研究所）
- 世界興廃大戦史〈東洋戦史 第23巻〉南洋白人搾取史（1941年、戦争文化研究所）
- 世界興癈大戦史〈東洋戦史 第24,25,26巻〉（1942年、戦争文化研究所）
- 日清戰爭〈上〉 世界興廢大戰史〈日本戰史 第24巻〉（1939年3月、戦争文化研究所）
- 世界興廃大戦史〈日本戦史 第1,7,19,24-26巻〉（1937年、戦争文化研究所）
- 世界興廃大戦史〈西洋戦史 第1,3,6,13,17,20,23,31,33,36-42巻〉（1938年、戦争文化研究所）
- 太平洋侵略史〈第3〉世界興廃大戦史―東洋戦史〈第28巻〉（1942年、世界創造社）
- 太平洋近代史 世界興廃大戦史―東洋戦史〈第25巻〉（1942年、世界創造社）
- 日本世界主義体系〈第1-2巻〉（1941年、日本問題研究所）大皇国
- 日本世界主義体系〈第4-7巻〉（1938－40年、日本問題研究所）日本精神論・日本経済論・世界戦争論、など

## 関連書
- 野島芳明『昭和の天才・仲小路彰―終戦工作とグローバリズム思想の軌跡』（2006年7月、展転社）ISBN 978-4886562883
- 野島芳明『大東亜戦争後の世界―仲小路彰の「地球論」思想』（2007年12月、展転社）ISBN 978-4886563125
- 西尾幹二『GHQ焚書図書開封 2』（2008年12月、徳間書店／2014年11月、徳間文庫カレッジ）